# Římskokatolická farnost Hora Svatého Šebestiána
Římskokatolická farnost Hora Svatého Šebestiána (lat. Sebastiansberga) je zaniklá církevní správní jednotka sdružující římské katolíky v Hoře Svatého Šebestiána a okolí. Organizačně spadala do krušnohorského vikariátu, který je jedním z deseti vikariátů litoměřické diecéze.

## Historie farnosti
Farnost pochází z roku 1674. Matriky jsou vedeny od roku 1697.
Farnost existovala do 31. prosince 2012 jako součást chomutovského farního obvodu. Od 1. ledna 2013 zanikla sloučením do farnosti-děkanství Chomutov.

### Duchovní správcové vedoucí farnost
Začátek působnosti jmenovaného v duchovní správě farnosti od:
- 1635   Sebastanus Weiß S.J.
- 1636   Leonardus Goebner
- 1672   Tobias Plackowitz
- 1683   Christ. Ign. Luke
- 1701   Adamus Ferd. Danzer
- 1711   Melchior Handrietz
- 1716   Josephus Max. Uhl
- 1721   Joannes Thad. Mengemann
- 1742   Anton. Richter
- 1745   Joann. Georg.  Hoelizter
- 1756   Wenceslaus Pohl
- 1757   Josephus Chmel
- 1758   Ber. Hayd
- 1758   Georgius Pohl
- 1766   Josef Wagner, † 15. 6. 1803
- 1803   Georg. Wahner, † 8. 6. 1833
- 1809   Josef Handbach, n. 11. 10. 1747 Cubitens, o. 28. 5. 1770
- 1813   Franc. Koehler, n. 7. 3. 1777 Komotau, o. 7. 12. 1799, † 15. 8. 1842
- 1824   Josef Blasche, n. 13. 3. 1783 Bilin, o. 15. 8. 1807, † 5. 6. 1861
- 1831   Florian Schlosser, n. 3. 3. 1791 Reichdorfens., o. 11. 8. 1816, † 10. 6. 1875
- 1836   Franc. Schott, n. 21. 2. 1785 Rodenaviens. o. 17. 8. 1809
- 1848   Anton. Schubert, n. 4. 8. 1801 Schaboglück, o. 24. 8. 1824, † 20. 7. 1882
- 1854     chybí katalog
- 1855   Anton. Stoy, n. 22. 10. 1810 Padloschin., o. 4. 8. 1834, † 8. 1. 1886
- 1871   Ignat. Iser, n. 12. 3. 1814 Reischdorf, o. 1. 8. 1839, † 9. 1. 1882
- 1883   Josef Pech, n. 20.12. 1845 Eidlitz, o. 23. 7. 1870, † 29. 4. 1899
- 1899   Adolph Bauer, n. 17. 6. 1866 Rokycan., o. 17. 7. 1892, † 12. 8. 1909
- 1907   par. vacat, admin. interc. Vict. Pinkava
- 1908   Steph. Protze, n. 16. 4. 1864 Hainspach, o. 25. 3. 1888, † 1. 9. 1943
- 1912   par. vacat, admin. interc. Joann. Herkner
- 1913   Math. Butzküven n. 8. 2. 1870 Berrendorf, o. 14. 7. 1901, † 8. 6. 1950
- 1941 par. vacat, admin. Franc. Scheider
- 1. 3. 1941  Franc. Scheider, n. 21. 5. 1901 Berlin, o. 4. 8. 1929, exil 23. 7. 1947 Rakousko, † 1965;[3] Kněz německé národnosti. Zatčen 23. května 1941 pro podrývání státní autority a vnášení nepokoje mezi lid používáním nacistům nepřátelským výroků ve škole a na kazatelně.[4] Po věznění v Mostě a Chomutově byl 16. srpna 1941 poslán do koncentračního tábora v Dachau. Zde ztratil nohu následkem lékařských pokusů, které na něm byly prováděny.[3] Na svobodu byl propuštěn z Dachau 28. března 1945.[4]
- 23. 7. 1947  Joann. Bielik
- 1. 11. 1948   Hermann Staepel
- 18. 3. 1949   Josef Vavrečka
- 1. 10. 1951   Adolph. Woletz
- 6. 11. 1954   Josef Zimmerhackel
- 19. 12 1956  František Kolář
- 15. 6. 1958  Antonín Blaha
- 1. 5.  1969   František Kolář, administrátor excurrendo
- 1. 9.  1980   Jan Janáč
- 1. 7.  1986   Jan Kozár
- 1. 2.  2004 – 31. 12. 2012 Alois Heger, administrátor excurrendo[5]

Kromě kněží stojících v čele farnosti, působili ve farnosti v průběhu její historie i jiní kněží. Většinou pracovali jako farní vikáři, kaplani, katecheté, výpomocní duchovní aj.

## Území farnosti
Do farnosti náleželo území obcí:
- Hora Svatého Šebestiána (Sebastiansberg)[p 2]
- Jilmová (Ulmbach)[p 2]
- Menhartice (Märzdorf)[p 2]
- Nová Ves (Neudorf)[p 2]
- Pohraniční (Raizenhein)[p 2]

## Římskokatolické sakrální stavby a místa kultu na území farnosti
| | Fotografie              | Stavba                         | Místo                   | Bohoslužby              | Zeměpisné souřadnice             | Status                  |                         |
| Zaniklé sakrální stavby | Zaniklé sakrální stavby | Zaniklé sakrální stavby        | Zaniklé sakrální stavby | Zaniklé sakrální stavby | Zaniklé sakrální stavby          | Zaniklé sakrální stavby | Zaniklé sakrální stavby |
| --- | ----------------------- | ------------------------------ | ----------------------- | ----------------------- | -------------------------------- | ----------------------- | ----------------------- |
| 1. |                         | Kostel svatého Šebestiána      | Hora Svatého Šebestiána | nelze sloužit           | 50°30′39″ s. š., 13°15′5″ v. d.  | zbořený farní kostel    |                         |
| 2. |                         | Kostel Nanebevzetí Panny Marie | Nová Ves                | nelze sloužit           | 50°29′57″ s. š., 13°15′49″ v. d. | zbořený filiální kostel |                         |
| 3. |                         | Kaple sv. Floriána             | Menhartice              | nelze sloužit           | 50°30′27″ s. š., 13°17′31″ v. d. | zbořená kaple           |                         |
| Některé drobné sakrální stavby a pamětihodnosti lze dohledat zde v databázi Drobné sakrální památky Zaniklé sakrální stavby lze dohledat zde v databázi Poškozené a zničené kostely, kaple a synagogy v České republice |                         |                                |                         |                         |                                  |                         |                         |

Ve farnosti se mohou nacházet i další drobné sakrální stavby, místa římskokatolického kultu a pamětihodnosti, které neobsahuje tato tabulka.